# Sabah Football Association
Sabah Football Association è una società calcistica malese con sede nella città di Kota Kinabalu. Milita nella Malaysia Super League, la massima divisione del campionato malese.

## Storia
Nella stagione 2023-2024 ha raggiunto per la prima volta nella sua storia le semifinali zonali della Coppa dell'AFC.

## Palmarès

### Competizioni nazionali
- Campionato malaysiano: 1

1996
- Coppa della Federazione (FA): 1

1995
- Malaysia Premier League: 1

2019

### Altri piazzamenti
- Malaysia Premier League:

Secondo posto: 2010
Terzo posto: 2022, 2024-2025
- Coppa della Malaysia:

Finalista: 1996, 2003
Semifinalista: 2024-2025

## Organico

### Rosa 2019
Aggiornata al 15 maggio 2019.
| N. |                          | Ruolo | Calciatore                    |
| -- | ------------------------ | ----- | ----------------------------- |
| 1  | Malaysia (bandiera)      | P     | Norman Haikal Rendra Iskandar |
| 2  | Malaysia (bandiera)      | D     | Mafry Balang                  |
| 3  | Malaysia (bandiera)      | D     | Rawilson Batuil (capitano)    |
| 4  | Malaysia (bandiera)      | D     | Dendy Lowa                    |
| 5  | Malaysia (bandiera)      | D     | Muhammad Mohd Safar           |
| 6  | Corea del Sud (bandiera) | D     | Park Tae-soo                  |
| 7  | Turkmenistan (bandiera)  | A     | Ahmet Ataýew                  |
| 8  | Malaysia (bandiera)      | C     | Azzizan Nordin                |
| 9  | Serbia (bandiera)        | A     | Rodoljub Paunović             |
| 10 | Angola (bandiera)        | A     | Aguinaldo                     |
| 11 | Malaysia (bandiera)      | C     | Yap Wei Xuan                  |
| 12 | Malaysia (bandiera)      | C     | Pravin Gunasilan              |
| 13 | Malaysia (bandiera)      | P     | Robson Rendy Rining           |
| 14 | Malaysia (bandiera)      | D     | Jenius Karib                  |
| 15 | Malaysia (bandiera)      | D     | Randy Baruh                   |

| N. |                     | Ruolo | Calciatore                       |
| -- | ------------------- | ----- | -------------------------------- |
| 16 | Malaysia (bandiera) | C     | Justin Samaan                    |
| 17 | Malaysia (bandiera) | A     | Ariusdius Jais                   |
| 18 | Malaysia (bandiera) | C     | Mohd Aidil Safee                 |
| 19 | Malaysia (bandiera) | C     | Mohamad Assalam Asyraq Salehudin |
| 20 | Malaysia (bandiera) | C     | Ricco Nigel Milus                |
| 21 | Malaysia (bandiera) | A     | Maxius Musa                      |
| 22 | Malaysia (bandiera) | C     | Mazlan Yahya                     |
| 23 | Malaysia (bandiera) | C     | Sabri Sahar                      |
| 24 | Malaysia (bandiera) | C     | Mekly Balang                     |
| 25 | Malaysia (bandiera) | D     | Evan Wensley                     |
| 26 | Malaysia (bandiera) | A     | Rahman Shah Marajeh              |
| 27 | Malaysia (bandiera) | A     | Stanley Sulong                   |
| 28 | Malaysia (bandiera) | C     | Mohd Azwan Abdul Fattah          |
| 29 | Malaysia (bandiera) | D     | Zairin Nazmi Zaidi               |
| 30 | Malaysia (bandiera) | P     | Mohd Sakri Masri                 |